# Raquel Buenrostro Sánchez
Raquel Buenrostro Sánchez (Ciudad de México, 23 de marzo de 1970) es una funcionaria, economista y matemática mexicana. Es la secretaria Anticorrupción y Buen Gobierno desde el 1 de octubre de 2024 durante el gobierno de la presidenta Claudia Sheinbaum.
Fue secretaria de Economía de 2022 a 2024 y Jefa del Servicio de Administración Tributaria de 2020 a 2022 durante el gobierno de Andrés Manuel López Obrador.

## Trayectoria académica
Raquel Buenrostro Sánchez estudió la licenciatura en matemáticas por la Universidad Nacional Autónoma de México (UNAM), donde se le otorgó la medalla Gabino Barreda con la tesis «Acerca del teorema de Miller-Teply» y obtuvo mención honorífica. Además obtuvo la Maestría en Economía por El Colegio de México con el trabajo «Comportamiento del tipo de cambio dentro de una banda: análisis de los efectos debidos a la intervención intramarginal del Banco Central».

## Trayectoria profesional
En el ámbito profesional, se desempeñó como Oficial Mayor de la Secretaría de Hacienda y Crédito Público (1 de diciembre de 2018 al 31 de diciembre de 2019); fue Liquidadora de la Empresa Productiva Cogeneración y Servicios (16 de diciembre de 2017 al 27 de septiembre de 2018); encargada de la Dirección General de Pemex-Cogeneración y Servicios (2017) y, gerente de Planeación y Desarrollo en Cogeneración y Servicios de PEMEX (2015 a 2017); gerente de Planeación y Desarrollo en Grupo ADYA Select, SRL, CV (2014 a 2015).
Asimismo fue asesora del Director de Administración y Finanzas de PMY Comercio Internacional (2014); asesora del coordinador de Servicios Generales de la Policía Federal de la Secretaría de Gobernación (2013); directora general de Administración y Finanzas en la Secretaría de Turismo (2012 a 2013); directora general de Innovación y Calidad de la Oficialía Mayor en la Secretaría de Educación Pública (2011 a 2012); asesora del Director Corporativo de Finanzas de Pemex (2010 a 2011); directora general adjunta de Control Presupuestario en la Secretaría de Hacienda y Crédito Público (2007 a 2010); gerente de Finanzas del Servicio de Transportes Eléctricos del Distrito Federal (2005 a 2006); jefa de División de la Dirección de Incorporación y Recaudación en el Instituto Mexicano del Seguro Social (2005); subtesorera de Política Fiscal de la Secretaría de Finanzas del Distrito Federal (2000 a 2005); directora de Análisis de Políticas Públicas y directora de Avance Físico y Estructural de Gasto Público en la Secretaría de Hacienda y Crédito Público (1998 a 2000) y analista técnico en Pemex Gas y Petroquímica Básica (1996 a 1998).